# Servus
Servus ist ein traditioneller, freundschaftlicher Gruß in großen Teilen Mitteleuropas.  Er ist in (Teilen von) Rheinland-Pfalz, Baden-Württemberg, Bayern, Hessen, Thüringen, im Saarland, in Österreich und Polen, sowie Südtirol (hier auch „Servas“) bis nach Slowenien, Kroatien („Servus“ oder auch „Serbus“), Ungarn („Szervusz“/„Szervusztok“, „Szia“/„Sziasztok“), Slowakei („Servus“), Nordwest-Rumänien bzw. Siebenbürgen (Transsylvanien) („Servus“) gebräuchlich. Er kommt aus dem Lateinischen (servus für „der Sklave“, „der Knecht“) und bedeutet in Kurzform „Ich bin Dein Diener“ oder „zu Diensten“. 
Das Wort kann als Begrüßung ebenso wie zur Verabschiedung verwendet werden. 
„Servus“ ist vor allem unter Freunden und guten Bekannten, die sich duzen, üblich, auch unter Angehörigen gesellschaftlicher Eliten, z. B. war es auch unter den Adligen Altösterreichs, Böhmens und Bayerns in Gebrauch. In der Literatur kommt es daher oft vor. 
In vielen Gegenden Mittel- und Süddeutschlands bzw. Österreichs sowie in Südtirol ist „Servus“ eines der gebräuchlichsten Grußwörter.